# 742
Năm 742 là một năm trong lịch Julius.